# Bell OH-58 Kiowa
Bell OH-58 Kiowa este o familie de elicoptere militare cu un singur motor și un singur rotor, folosită pentru observare, transport și suport apropiat. Bell Helicopter a produs modelul OH-58 pentru Armata Statelor Unite pe baza elicopterului 206A JetRanger. OH-58 a fost folosit continuu de armata americană din 1969. 
Cel mai recent model, OH-58D Kiowa Warrior, este în primul rând operat ca un elicopter înarmat de recunoaștere, ce vine în sprijinul trupelor terestre. OH-58 a fost exportat în Austria, Canada, Croația, Republica Dominicană, Taiwan, și Arabia Saudită. Acesta a fost, de asemenea, produs sub licență în Australia.

## Dezvoltarea
Pe 14 octombrie 1960, Marina Statelor Unite a cerut, în numele Armatei SUA, propuneri pentru un elicopter ușor de observare (LOH) de la 25 de producători de elicoptere. Bell Helicopter a intrat în competiție alături de alți12 producători, inclusiv Hiller Aircraft și Hughes Tool Co., Divizia de Aeronave. Bell a prezentat designul D-250, care va purta denumirea YHO-4. Pe 19 mai 1961, Bell și Hiller a fost desemnați câștigătorii concursului de design.

### Elicopter ușor de observare

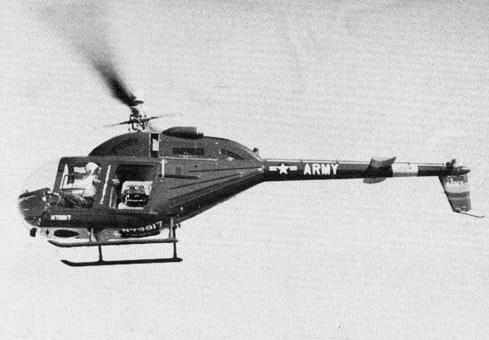
YOH-4A în zbor

Bell a dezvoltat designul D-250 în Modelul 206, redenumit YOH-4A în 1962 și a produs cinci aeronave prototip pentru testarea de către armată. Primul prototip a zburat pe data de 8 decembrie 1962. YOH-4A a fost de asemenea cunoscut ca Rățușca cea Urâtă, prin comparație cu celelalte aeronave din competiție. În urma unei selecției, modelul Hughes OH-6 Cayuse a fost selectat în mai 1965.
Când YOH-4A a fost respins de Armată, Bell a trebui să rezolve problema marketării aeronavei. În plus față de problema de imagine, elicopterul nu avea spațiu pentru marfă, iar cele 3 locuri de pe bancheta din spate erau înghesuite. Soluția a fost un fuselaj reproiectat pentru a fi mai elegant și estetic, oferind în același timp și 0,45 m3 de spațiu de marfă. Noul elicopter a fost desemnat ca Modelul 206A, iar președintele Bell Edwin J. Ducayet l-a numit JetRanger, încercând să arate asemănarea cu Modelul 47J Ranger.

### Army Helicopter Improvement Program (AHIP)

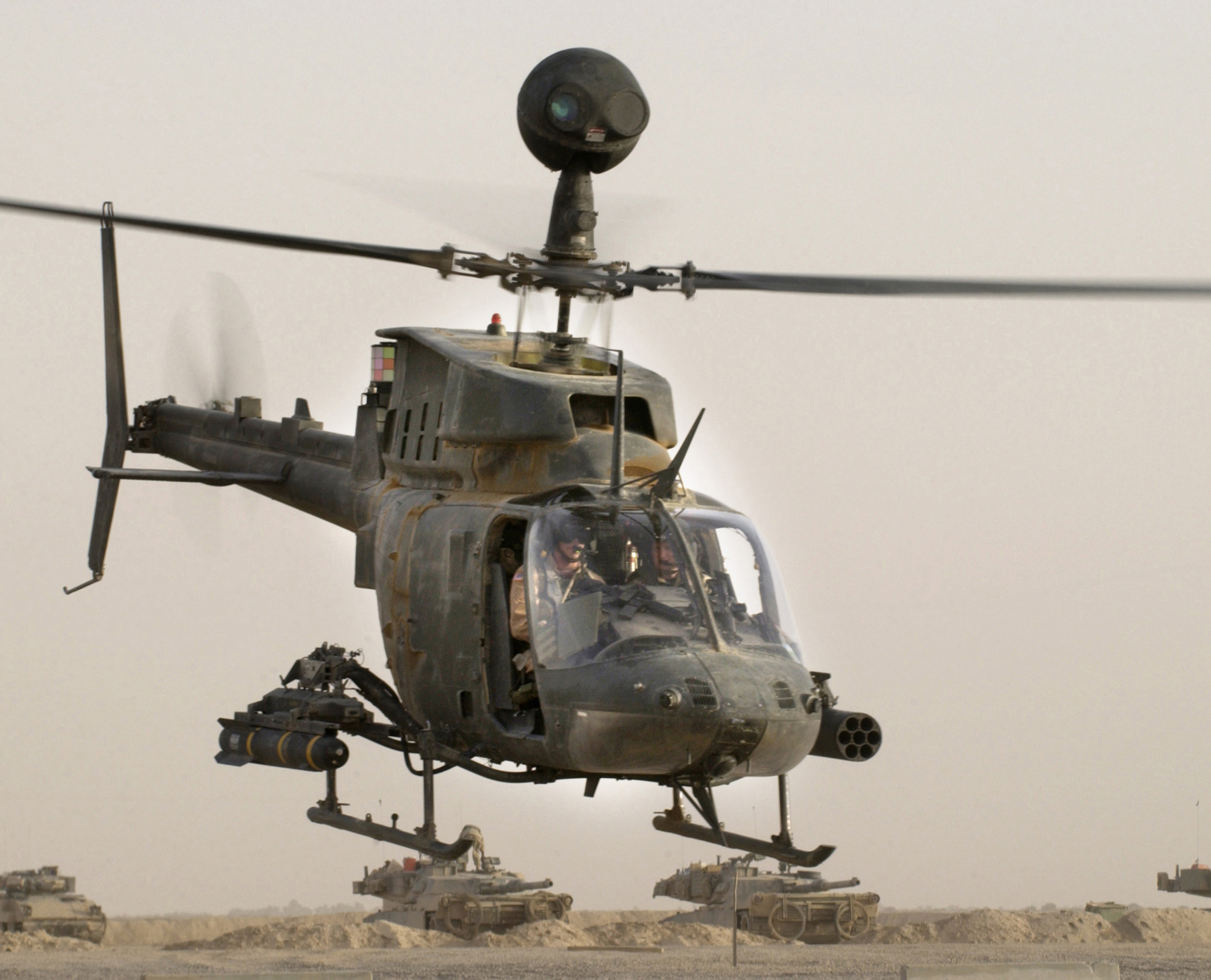
Un OH-58D Kiowa Warrior decolează înarmat cu o rachetă AGM-114 Hellfire și 7 rachete Hydra 70.

### Afganistan și Irak

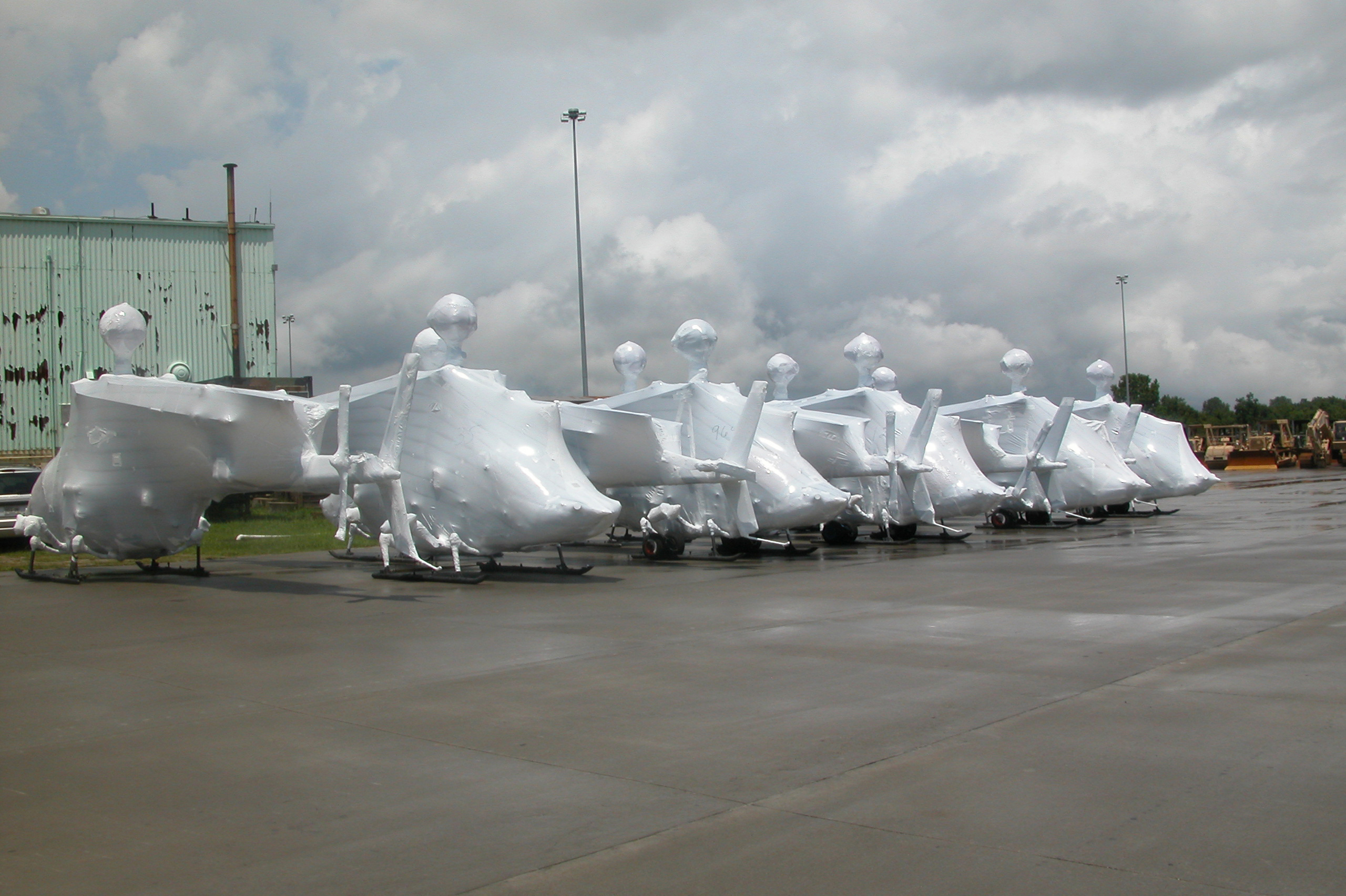
Elicoptere OH-58 Kiowa înfășurate în folie pentru a fi trimis în Irak.

## Variante

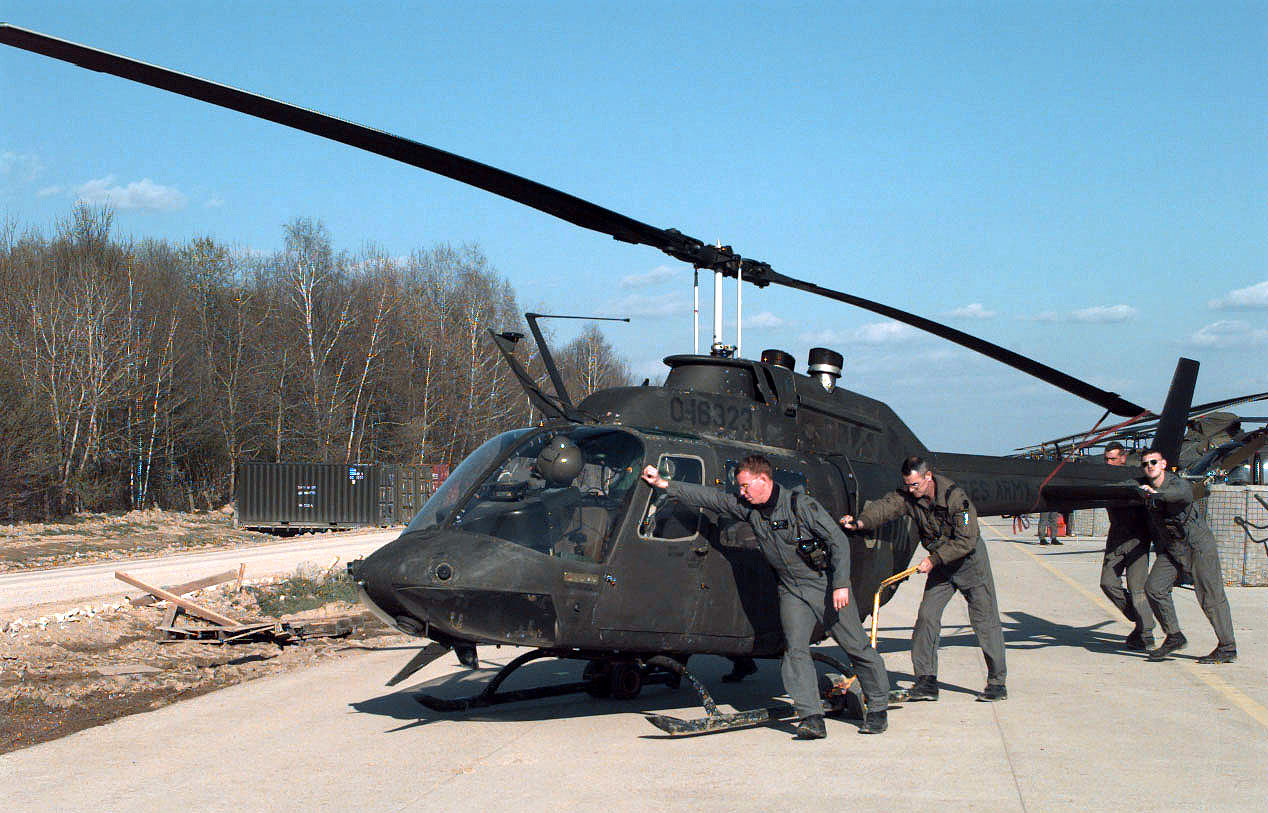
Un OH-58 Kiowa

### OH-58C

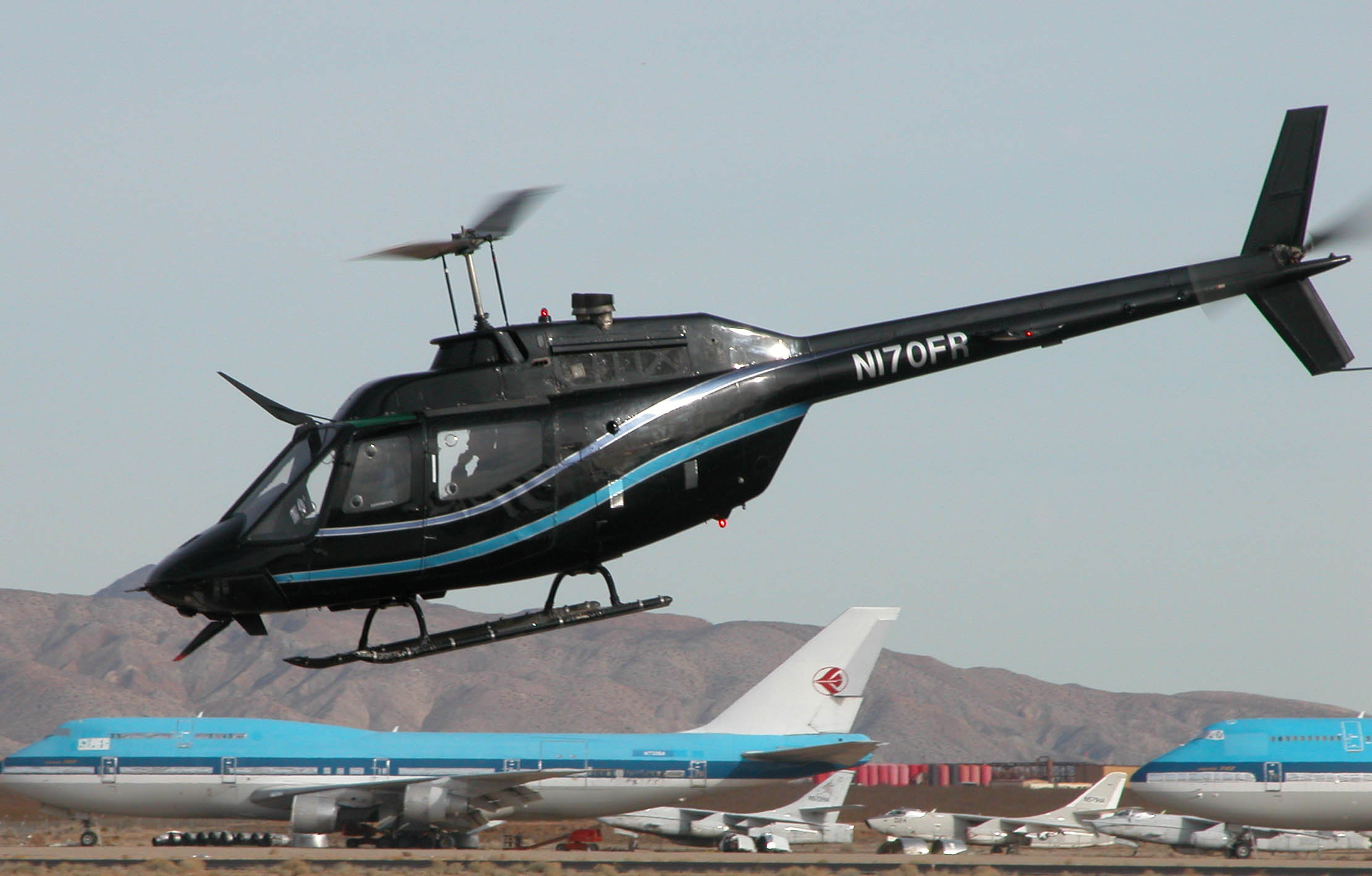
OH-58C operat de Școala Națională de piloți de teste de la Aeroportul Mojave. De notat parbrizul plat.

### OH-58F

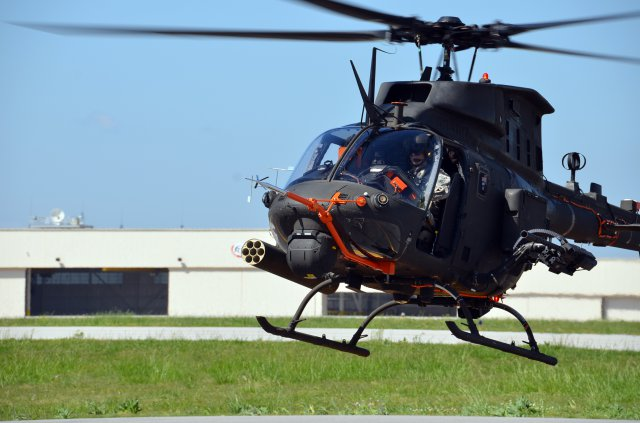
Elicopter Bell OH-58F testat în zbor

## Operatori
- Austria

- Republica China (Taiwan)
- Croația
- Republica Dominicană
- Arabia Saudită
- Tunisia
- Turcia

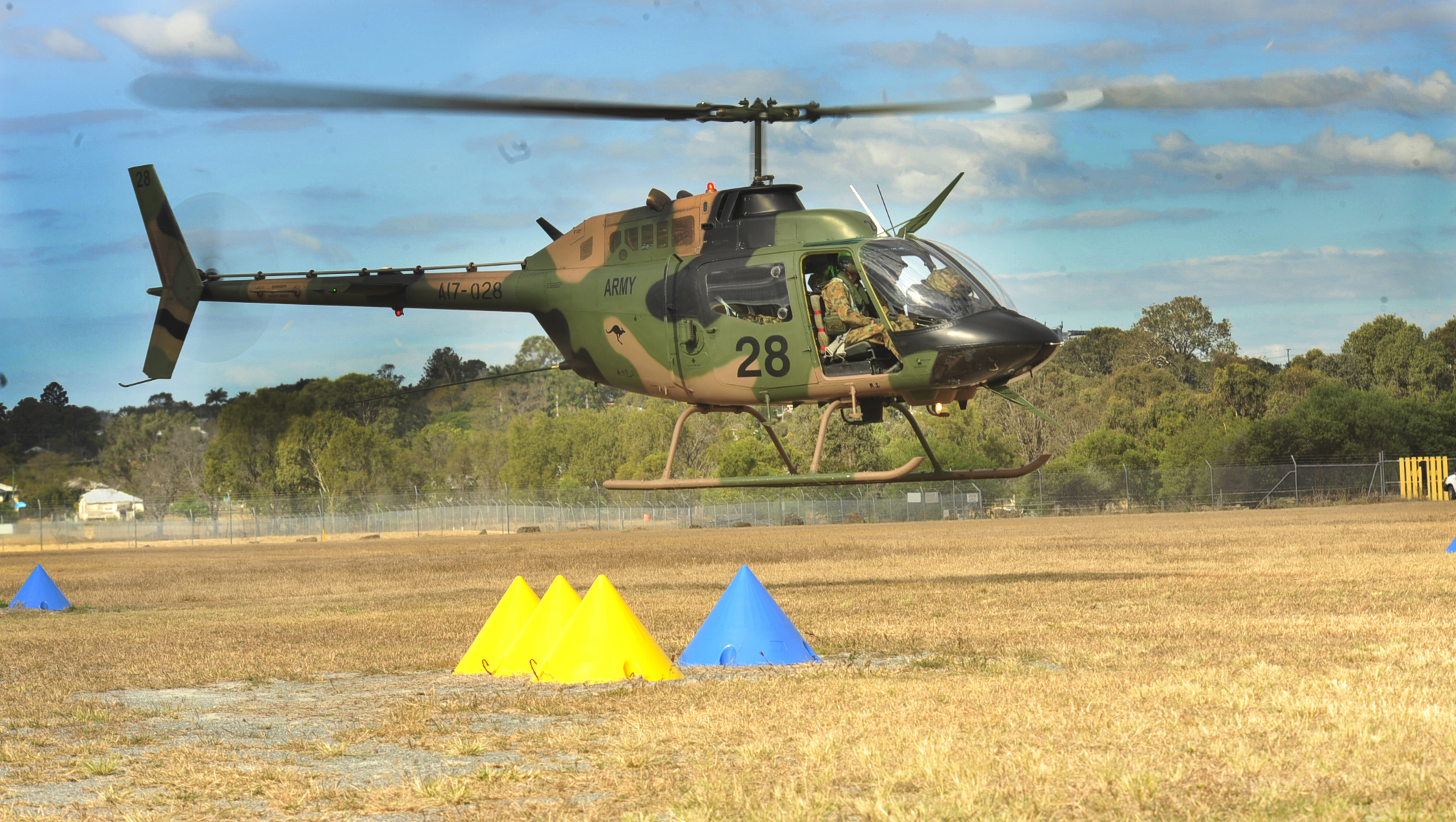
Elicopter al armatei Australiene

- Statele Unite ale Americii

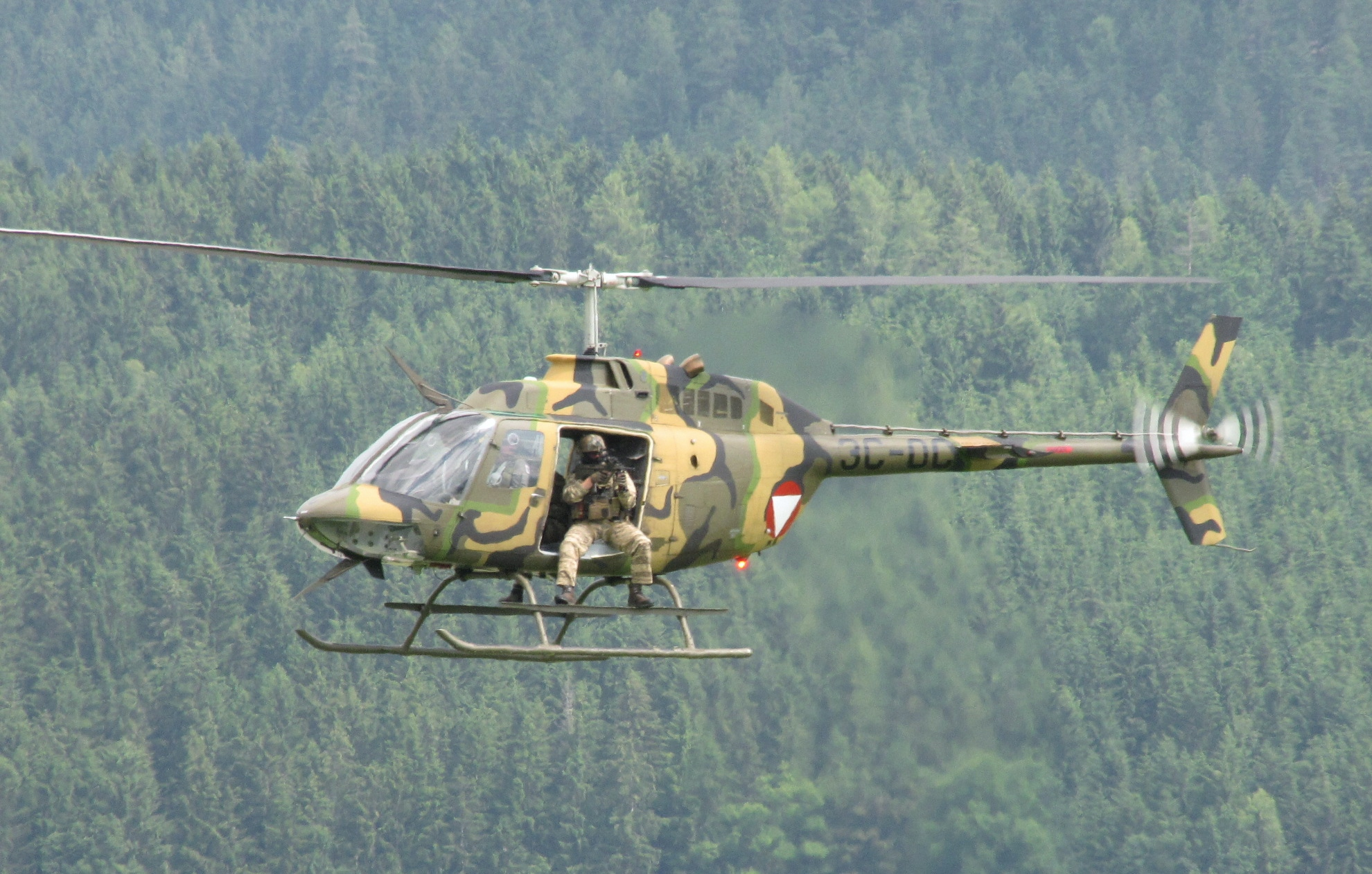
Un OH-58 al armatei austriece, în timpul AirPower 2013